# 1,4-二氨基-5,8-二羟基蒽醌
1,4-二氨基-5,8-二羟基蒽醌是一种蒽醌类有机化合物，化学式为C14H10N2O4，可作为酪蛋白激酶2（casein kinase 2，CK2）的抑制剂，可由分散紫1（1,4-二氨基蒽醌）和硫酸、氯酸钠反应制得。